# Wadi Qada'ah
El Wadi Qada'ah (en árabe: وادي كداعة‎, romanizado: Wādī Kidā'ah) es un valle o río seco, con caudal efímero o intermitente, que fluye casi exclusivamente durante la temporada de lluvias, situado al noreste de los Emiratos Árabes Unidos, en el Emirato de Ras al Jaima, y al oeste de la Gobernación de Musandam, en el Sultanato de Omán, perteneciente a la cuenca hidrográfica del Wadi al Bih (483 km²).

## Recorrido
Aunque el nacimiento de la corriente principal del Wadi Qada'ah (la que aporta mayor caudal de agua, mayor longitud o mayor área de drenaje), se produce en la vertiente norte/noroeste del Jabal Tafif (1598 m), en Omán, tan sólo los primeros 800 m de su curso discurren por territorio omaní, con un cauce formado por un pequeño barranco con escaso desnivel; pero al traspasar el límite fronterizo, el wadi se precipita en cascada por la vertiente occidental de la montaña, y sigue su curso en territorio emiratí, en dirección sureste a noroeste, recibiendo las aguas de numerosos torrentes, barrancos y wadis afluentes.

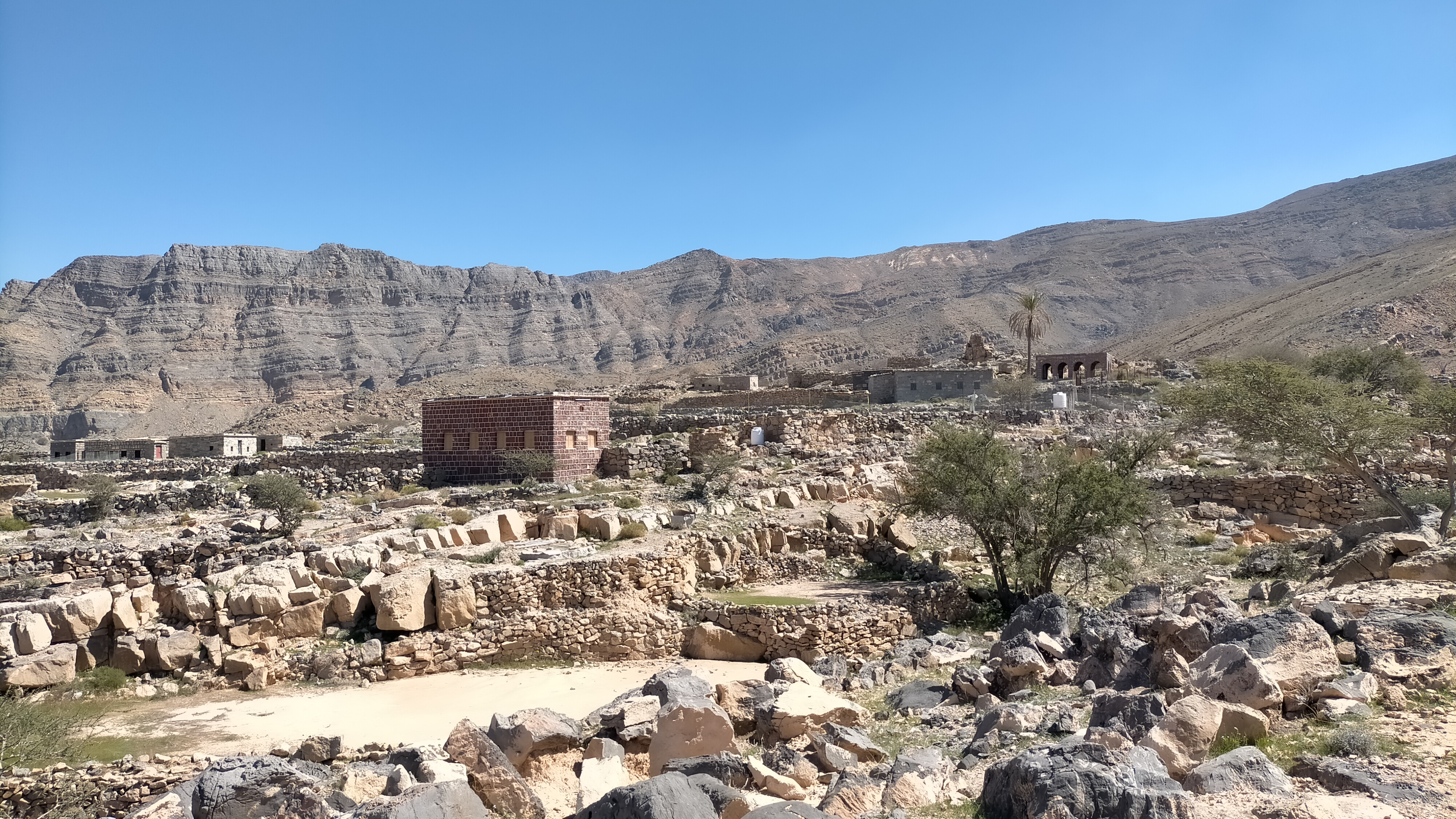
Qada'ah. Aldea situada en las montañas de Ras al Khaimah (UAE), al sur del Jabal Qada'ah, en una pequeña meseta que domina buena parte del curso medio y bajo del Wadi Qada'ah, muy cercana al límite territorial entre UAE y Omán

En su curso alto, en territorio de UAE, el Wadi Qada'ah rodea por el este y el norte, la aldea de Qada'ah / Kida'ah, situada en una pequeña meseta, a una altitud aproximada de 870 m s. n. m., siguiendo en su trayectoria el sentido contrario a las agujas del reloj, y formando múltiples pequeñas y grandes cascadas secas, entre las que destacan las Az Zahar Dry Falls (al noroeste de la antigua aldea de Az Zahar), y las Hanging Gardens Dry Falls , en un sector de la zona de escalada en roca conocido popularmente como Leopard Canyon.
Este nombre comercial procede de la falsa creencia de que en ese lugar fue hallado el cadáver de un leopardo de Arabia, especie en vías de extinción que en 1833 recibió el nombre científico de Felis pardus nimr o Panthera pardus nimr. Es cierto que el leopardo hallado muerto fue uno de los últimos de su especie  abatidos en UAE, entre 1992 y 1994, pero no fue allí donde se encontró, sino a 1,5 km de distancia hacia el noreste, en un sector de muy difícil acceso del Wadi Zibat.
Al igual que sucede en el vecino Wadi Naqab, constantemente se producen accidentes en estas zonas del Wadi Qada'ah, debidos al acceso de personas que no conocen suficientemente la región, y no disponen de equipo, ni de conocimientos y experiencia en escalada en roca y barranquismo, confundidas por la publicidad que se difunde a través de empresas que fomentan actividades al aire libre, y de particulares, que definen inadecuadamente estos itinerarios como actividades de hiking o senderismo, etiquetadas además como fáciles o moderadas.

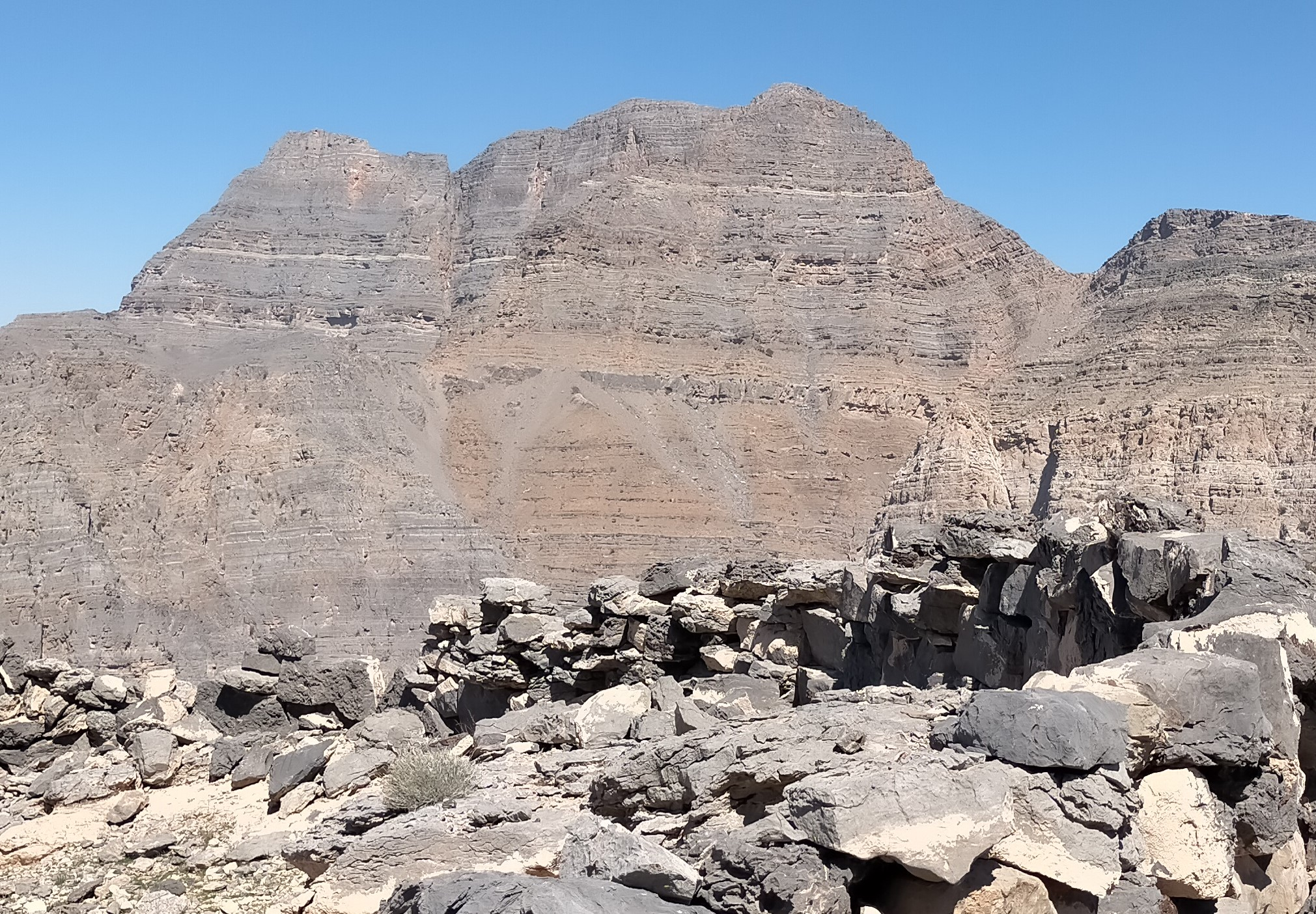
Vertiente sur del Jabal Qada'ah, también denominado Jabal Al Ahqab, vista desde la aldea de Qada'ah

Tan sólo 500 m después de las Hanging Gardens Dry Falls, el Wadi Qada'ah recibe por su derecha las aguas de un impetuoso wadi o barranco afluente que, cuando lleva agua, desciende con una considerable pendiente por la vertiente meridional del Jabal Qada'ah (1375 m), también conocido como Jabal Al Ahqab, con una prominencia de 343 m., clasificado como uno de los picos más altos de UAE.
Un kilómetro más adelante el wadi atraviesa la aldea de Danam, contigua a la espectacular cascada seca conocida como Danam Dry Falls y se adentra en su curso medio, con escasa pendiente, poblado en ambas orillas por algunas granjas, viviendas unifamiliares aisladas y pequeñas aldeas, entre la que dastaca el núcleo rural de Mak Sikek, situado junto a la desembocadura de un importante afluente del Wadi Qada'ah, que en algunos mapas figura identificado como Wadi Ghail.  
Finalmente, el Wadi Qada'ah desemboca en el Wadi al Bih, aproximadamente en el punto de coordenadas 25° 47′ 08.6″ N 56° 3′ 48.5″ E, y un kilómetro antes de ese punto de desembocadura, se construyó en 1982, en el cauce del Wadi al Bih, una gran presa de 18 metros de altura, con un embalse de 3,2 km² y capacidad de 7,5 millones de metros cúbicos, denominada Wadi Al Bih Dam, destinada principalmente a alimentar los recursos hídricos subterráneos y a reducir los daños por eventuales inundaciones.
La proximidad de esa presa del Wadi al Bih, con un embalse de grandes dimensiones, y la construcción de otra pequeña presa en el propio Wadi Qada'ah, unos metros antes de su desembocadura, hace que en la práctica resulte bastante improbable que las aguas de ambos wadis lleguen a juntarse en algún momento.

## Toponimia

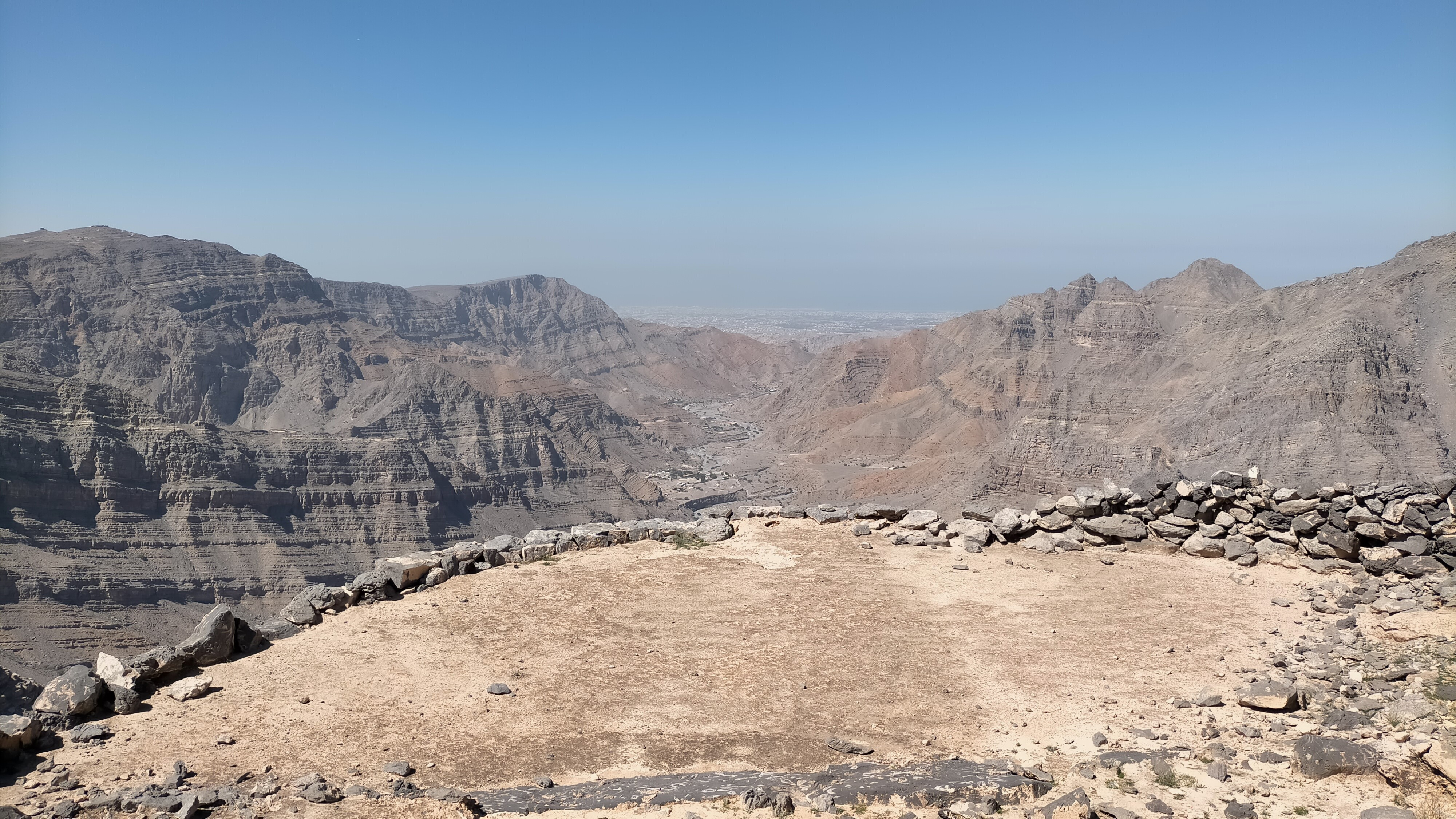
Vista del Wadi Qada'ah desde la aldea de Qada'ah. Al fondo, la costa del Golfo Pérsico

Nombres alternativos: Wadi Kida'ah, Wadi Qida'a, Wadi Qada`a, Wadi Qada`ah, Wadi Qadda`a, Wādī Qada'a, Wādī Qada'ah, Wādī Qadda'a, Wadi Quda'. Wadi Quda'ah. 
También consta con la grafía Wādī Kidā'ah, en el Atlas Nacional de Emiratos Árabes Unidos.
Los nombres de este wadi y sus afluentes quedaron registrados en la documentación y mapas elaborados entre 1950 y 1960 por el arabista, cartógrafo, militar y diplomático británico Julian F. Walker, durante los trabajos efectuados para el establecimiento de fronteras entre los entonces denominados Estados de la Tregua, completados posteriormente por el Ministerio de Defensa del Reino Unido, en mapas a escala 1:100.000 publicados en 1971.

## Población
Toda el área próxima al Wadi Qada'ah y sus afluentes, estuvo poblada por la tribu Habus, repartida principalmente entre las zonas tribales de Banī Huraymish  y Banī ‘Udayd.